# Ван Нес, Эке
Эке ван Нес (нидерл. Eeke van Nes, род. 17 апреля 1969) — голландская спортсменка, гребчиха, призёр кубка мира и чемпионата мира по академической гребле, а также Летних Олимпийских игр 1996, 2000 года.

## Биография
Эке Гертруда ван Нес родилась 17 апреля 1969 года в нидерландском городе Делфте, Южная Голландия. Тренировалась в клубе «De Delftsche», Делфт. Профессиональную карьеру гребца начала с 1997 года.
Первые профессиональные соревнования на международной арене, в которых ван Нес приняла участие был I этап кубка мира по академической гребле 1997 года в Мюнхене, Германия (1997 WORLD ROWING CUP I). В финале заплыва двоек парных, голландки ван Нес и Пита ван Дишук с результатом 08:20.400 заняли 4-е место, уступив призовые места соперницам из Латвии (08:15.450 — 3е место), Литвы (08:11.300 — 2е место) и Германии (08:07.380 — 1е место).
Серебряную медаль на соревнованиях чемпионата мира по академической гребле 1995 в Тампере ван Нес заработала в заплыве двоек парных. Вместе с Ирене Эйс они заняли второе место (6:55.84), уступив золото соревнования соперницам из Канады (6:55.76). Бронзовая медаль этого чемпионата была добыта голландской парой ван Дишук и ван Нес, которые заняли второе место в финальном заплыве двоек распашных. С результатом 6:49.75 они уступили золотые награды соперницам из Великобритании (6:48.85 — 1е место), но обогнав румынок (6:50.49 — 3е место).
Во время чемпионата мира по академической гребле 1999 года в канадском городе Сент-Катаринас, пара ван Нес-ван Дишук заняла третье место в финальном заплыве двоек парных. Голландские спортсменки с результатом 6:46.18 финишировала третьими, уступив первенство соперницам из Китая (6:45.99 — 2е место) и Германии (6:41.98 — 1е место).
Первая олимпийская награда в активе ван Нес была выиграна на Летних Олимпийских играх 1996 года в Атланте. В заплыве двоек парных вместе с Эйс они заняли третье место (6:58.72), уступив первенство соперницам из Китая (6:58.35 — 2е место) и Канады (6:56.84 — 1е место).
Летние Олимпийские игры 2000 года в Сиднее стали самыми успешными в карьере ван Нес. Её участие в заплыве восьмерок с рулевой принесло серебряную медаль соревнования. С результатом 06:09.390 голландские спортсменки уступили первенство соперницам из Румынии (06:06.440 — 1е место), но обогнали канадок (06:11.580 — 3е место). Вторая серебряная медаль была завоёвана в паре с ван Дишук, где они заняли второе место в заплыве двоек парных. С результатом 7.00,36 борьбу за золото голландские спортсменки проиграли соперницам из Германии (6.55,44).